# 亜テルル酸
亜テルル酸(Tellurous acid)は、H2TeO3の化学式を持つ無機化合物である。テルル(IV)のオキソ酸である。化学式は、(HO)2TeOとも書ける。性質については良く分かっていないが、亜テルル酸は、二酸化テルルを水で加水分解することにより生成される。共役塩基は、亜テルル酸カリウム(KHTeO3)等のいくつかの塩の形で知られている。

## 性質
アナログ化合物の亜セレン酸と比べて、亜テルル酸は準安定である。ほとんどの亜テルル酸塩は、TeO32-イオンを含む。水溶液を過酸化水素で酸化すると、亜テルル酸イオンを生じる。通常は水溶液として入手でき、弱酸として働く。

## 塩
- 亜テルル酸ナトリウム
- 亜テルル酸カリウム
- 亜テルル酸バリウム